# (21082) Araimasaru
(21082) Araimasaru est un astéroïde de la ceinture principale.

## Description
(21082) Araimasaru est un astéroïde de la ceinture principale. Il fut découvert le 13 octobre 1991 à Okutama par Tsutomu Hioki et Shuji Hayakawa. Il présente une orbite caractérisée par un demi-grand axe de 2,57 UA, une excentricité de 0,31 et une inclinaison de 6,0° par rapport à l'écliptique.

## Compléments